# 1119 Euboea
1119 Euboea è un asteroide della fascia principale del diametro medio di circa 31,49 km. Scoperto nel 1927, presenta un'orbita caratterizzata da un semiasse maggiore pari a 2,6114940 UA e da un'eccentricità di 0,1529399, inclinata di 7,86723° rispetto all'eclittica.
Il suo nome è un omaggio all'isola di Eubea, in Grecia.